# Dimas Delgado Morgado
Dimas Delgado Morgado (Santa Coloma de Gramenet, 6 de febrer de 1983) és un futbolista català, que ocupa la posició de migcampista.
Format a les categories inferiors de la UDA Gramenet, recala al filial del FC Barcelona. A la temporada 08/09 fitxa pel CD Numancia, amb qui debuta a primera divisió, el 25 de setembre de 2008 davant el RCD Mallorca.